# Уэйр, Каспер
Каспер Уэйр (англ. Casper Ware Jr.; род. 17 января 1990, Серритос, Калифорния) — американский баскетболист, играющий на позиции разыгрывающего защитника.

## Карьера
Уэйр начал играть в профессиональный баскетбол в Европе. В 2014 году выступал за клуб НБА «Филадельфия Севенти Сиксерс», но потом снова отправился играть заграницу.
В Европе так же играл за клубы «Ольденбург» и АСВЕЛ. Несколько сезонов провёл в Австралии.
В сезоне 2021/2022 стал игроком московского ЦСКА.

## Достижения
- Чемпион Единой лиги ВТБ (2): 2023/2024, 2024/2025
- Серебряный призёр Единой лиги ВТБ: 2021/2022
- Бронзовый призёр Единой лиги ВТБ: 2022/2023
- Обладатель Суперкубка Единой лиги ВТБ: 2024
- Серебряный призёр Суперкубка Единой лиги ВТБ: 2022
- Чемпион НБЛ: 2017/2018
- Чемпион России (2): 2023/2024, 2024/2025
- Серебряный призёр чемпионата России: 2021/2022
- Бронзовый призёр чемпионата России: 2022/2023
- Чемпион Франции: 2015/2016
- Обладатель Кубка Германии:  2015